# Antoni Kozubal
Antoni Kozubal (Krosno, 18 agosto 2004) è un calciatore polacco, centrocampista del Lech Poznań e della nazionale polacca.

## Carriera

### Club
Kozubal è cresciuto nel settore giovanile del Lech Poznań ed ha debuttato in prima squadra il 14 marzo 2021 nell'incontro di Ekstraklasa pareggiato 0-0 contro il Piast Gliwice. Ha segnato il suo primo gol il 28 settembre dello stesso anno, nell'incontro di Puchar Polski vinto 3-0 contro lo Skra Częstochowa.
Il 13 gennaio 2022 è stato ceduto in prestito al Górnik Polkowice fino al termine della stagione. Rientrato a Poznań, ha giocato con la squadra riserve per sei mesi prima di passare in prestito al GKS Katowice, dove è rimasto fino al termine della stagione successiva.
Nel 2024 è stato definitivamente promosso in prima squadra.

### Nazionale
Ha giocato nelle nazionali giovanili polacche Under-14, Under-15, Under-16, Under-18, Under-18, Under-20 ed Under-21.
Nel novembre 2024 ha ricevuto la prima convocazione da parte della nazionale maggiore polacca per gli incontri di Nations League contro Portogallo e Scozia. Fa il suo esordio nella sfida persa 5-1 contro i portoghesi.

## Statistiche

### Presenze e reti nei club
Statistiche aggiornate al 9 novembre 2024.
| Stagione            | Squadra             | Campionato          | Campionato | Campionato | Coppe nazionali | Coppe nazionali | Coppe nazionali | Coppe continentali | Coppe continentali | Coppe continentali | Altre coppe | Altre coppe | Altre coppe | Totale | Totale | Totale |
| Stagione            | Squadra             | Comp                | Pres       | Reti       | Comp            | Pres            | Reti            | Comp               | Pres               | Reti               | Comp        | Pres        | Reti        | Pres   | Reti   |        |
| ------------------- | ------------------- | ------------------- | ---------- | ---------- | --------------- | --------------- | --------------- | ------------------ | ------------------ | ------------------ | ----------- | ----------- | ----------- | ------ | ------ | ------ |
| 2020-2021           | Lech Poznań II      | 2L                  | 9          | 0          | -               | -               | -               | -                  | -                  | -                  | -           | -           | -           | 9      | 0      |        |
| 2021-gen. 2022      | Lech Poznań II      | 2L                  | 14         | 1          | -               | -               | -               | -                  | -                  | -                  | -           | -           | -           | 14     | 1      |        |
| 2020-2021           | Lech Poznań         | EK                  | 1          | 0          | CP              | 0               | 0               | -                  | -                  | -                  | -           | -           | -           | 1      | 0      |        |
| 2021-gen. 2022      | Lech Poznań         | EK                  | 1          | 0          | CP              | 3               | 1               | -                  | -                  | -                  | -           | -           | -           | 4      | 1      |        |
| gen.-giu. 2022      | Górnik Polkowice    | 1L                  | 14         | 0          | CP              | 0               | 0               | -                  | -                  | -                  | -           | -           | -           | 14     | 0      |        |
| 2022-gen. 2023      | Lech Poznań II      | 2L                  | 14         | 0          | -               | -               | -               | -                  | -                  | -                  | -           | -           | -           | 14     | 0      |        |
| 2022-gen. 2023      | Lech Poznań         | EK                  | 0          | 0          | CP              | 0               | 0               | UCL+UECL           | 0+2                | 0                  | -           | -           | -           | 0      | 0      |        |
| gen.-giu. 2023      | GKS Katowice        | 1L                  | 8          | 1          | CP              | 0               | 0               | -                  | -                  | -                  | -           | -           | -           | 8      | 1      |        |
| 2023-2024           | GKS Katowice        | 1L                  | 33         | 5          | CP              | 1               | 0               | -                  | -                  | -                  | -           | -           | -           | 34     | 5      |        |
| Totale GKS Katowice | Totale GKS Katowice | Totale GKS Katowice | 41         | 6          |                 | 1               | 0               |                    | -                  | -                  |             | -           | -           | 42     | 6      |        |
| 2024-2025           | Lech Poznań         | EK                  | 15         | 1          | CP              | 1               | 0               | -                  | -                  | -                  | -           | -           | -           | 16     | 1      |        |
| Totale carriera     | Totale carriera     | Totale carriera     | 109        | 8          |                 | 5               | 1               |                    | 2                  | 0                  |             | -           | -           | 116    | 9      |        |

### Cronologia presenze e reti in nazionale
| Cronologia completa delle presenze e delle reti in nazionale ― Polonia | Cronologia completa delle presenze e delle reti in nazionale ― Polonia | Cronologia completa delle presenze e delle reti in nazionale ― Polonia | Cronologia completa delle presenze e delle reti in nazionale ― Polonia | Cronologia completa delle presenze e delle reti in nazionale ― Polonia | Cronologia completa delle presenze e delle reti in nazionale ― Polonia | Cronologia completa delle presenze e delle reti in nazionale ― Polonia | Cronologia completa delle presenze e delle reti in nazionale ― Polonia |
| Data                                                                   | Città                                                                  | In casa                                                                | Risultato                                                              | Ospiti                                                                 | Competizione                                                           | Reti                                                                   | Note                                                                   |
| ---------------------------------------------------------------------- | ---------------------------------------------------------------------- | ---------------------------------------------------------------------- | ---------------------------------------------------------------------- | ---------------------------------------------------------------------- | ---------------------------------------------------------------------- | ---------------------------------------------------------------------- | ---------------------------------------------------------------------- |
| 15-10-2024                                                             | Porto                                                                  | Portogallo                                                             | 5 – 1                                                                  | Polonia                                                                | UEFA Nations League 2024-2025 - 1º turno                               | -                                                                      | 81’                                                                    |
| Totale                                                                 |                                                                        | Presenze                                                               | 1                                                                      |                                                                        | Reti                                                                   | 0                                                                      |                                                                        |

## Palmarès

### Club

#### Competizioni nazionali
- Campionato polacco: 1

Lech Poznań: 2024-2025